# Denkmalgeschützte Objekte im Bezirk Grieskirchen
Im Bezirk Grieskirchen bestehen 163 denkmalgeschützte Objekte. Die unten angeführte Liste führt zu den Gemeindelisten und gibt die Anzahl der Objekte an.
| Gemeindeliste                | Objektanzahl |
| ---------------------------- | ------------ |
| Aistersheim                  | 5            |
| Bad Schallerbach             | 9            |
| Eschenau im Hausruckkreis    | 0            |
| Gallspach                    | 7            |
| Gaspoltshofen                | 6            |
| Geboltskirchen               | 1            |
| Grieskirchen                 | 27           |
| Haag am Hausruck             | 6            |
| Heiligenberg                 | 3            |
| Hofkirchen an der Trattnach  | 4            |
| Kallham                      | 2            |
| Kematen am Innbach           | 5            |
| Meggenhofen                  | 8            |
| Michaelnbach                 | 3            |
| Natternbach                  | 1            |
| Neukirchen am Walde          | 4            |
| Neumarkt im Hausruckkreis    | 7            |
| Peuerbach                    | 11           |
| Pollham                      | 5            |
| Pötting                      | 1            |
| Pram                         | 7            |
| Rottenbach                   | 3            |
| St. Agatha                   | 5            |
| St. Georgen bei Grieskirchen | 2            |
| St. Thomas                   | 1            |
| Schlüßlberg                  | 2            |
| Steegen                      | 0            |
| Taufkirchen an der Trattnach | 3            |
| Tollet                       | 8            |
| Waizenkirchen                | 7            |
| Wallern an der Trattnach     | 5            |
| Weibern                      | 2            |
| Wendling                     | 3            |